# ウミガラス属
ウミガラス属（ウミガラスぞく、Uria）は、鳥綱チドリ目ウミスズメ科に属する属。

## 分布
北大西洋、北太平洋

## 形態
全長43-46cm。上面は黒褐色、下面は白い羽毛で被われる。次列風切の外縁（羽縁）は白い。
嘴の色彩は黒い。後肢は短く、色彩は黒い。踵を地面につけて歩く。
卵は洋ナシ型。これにより転がっても尖った方が軸になることでその場で回転し、断崖から落ちない様になっている。夏羽では嘴の基部から咽頭部にかけての羽毛は黒いが、冬羽になると白くなる。

## 分類
- Uria aalge　ウミガラス　Common guillemot
- Uria lomvia　ハシブトウミガラス　Brünnich's guillemot

## 生態
海洋に生息する。群れを形成し生活する。冬季になると南へ渡る。
食性は動物食で、魚類、甲殻類、軟体動物などを食べる。
繁殖形態は卵生。断崖の平らな場所などに直接卵を産む。

## 人間との関係
漁業による混獲などにより生息数は減少している。

## 画像

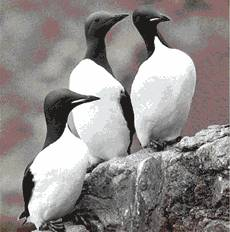
ウミガラス U. aalge